# Aeropuerto de Carcasona
♥Aeropuerto de Carcasona (en francés: Aéroport de Carcassonne, (IATA: CCF, OACI: LFMK)) es un aeropuerto que sirve a Carcasona y el sur de Languedoc. El aeropuerto está situado en el extremo occidental de la ciudad,a 3 km del centro de la ciudad, en el departamento de Aude de la región de Occitania en Francia. También se conoce como Aeropuerto de Salvaza, Aeropuerto de Carcassonne Salvaza o Aeropuerto de Carcasona en Pays Cathare.  El aeropuerto maneja vuelos comerciales internacionales, así como aviación general y tráfico aéreo privado

## Historia del servicio aéreo
En 1993, según la Official Airline Guide (OAG) Carcasona fue servida por Aigle Azur con servicio directo al Aeropuerto de París-Orly operadas con aviones regionales turbohélice. A finales de la década de 1990, el aeropuerto contaba con vuelos económicos desde y hacia aeropuertos europeos y en 2006 tenía conexiones de vuelos regulares con Dublín, Londres, Liverpool, East Midlands y Charleroi. En 2011, el aeropuerto atendió a 368.000 pasajeros. [cita requerida]
Atlas Atlantique Airlines operó brevemente desde el aeropuerto hasta Orán en Argelia entre 2016 y 2017; sin embargo, la aerolínea dejó de operar a fines de noviembre de 2017.
Ryanair es la única aerolínea que actualmente opera un servicio regular de pasajeros en el aeropuerto y opera aviones Boeing 737-800 en todos sus vuelos.

## Instalaciones
El aeropuerto se encuentra a una altitud de 132 metros por encima del nivel medio del mar. Tiene una pista pavimentada , que mide 2050 x 45 metros | 0. También tiene una pista paralela sin pavimentar con una superficie de césped que mide 800 x 30 metros. Puede atender a aeronaves que operan bajo VFR.
Dentro del edificio de la terminal hay dos puertas de embarque. Hay una pequeña tienda en la terminal.
Un campus de la École nationale de l'aviation civile también se encuentra en el aeropuerto.

## Aerolíneas y destinos
| Ciudades por países | Nombre del aeropuerto                      | Aerolíneas                                      | Aeronaves | Frecuencias semanales |
| África              | África                                     | África                                          | África    | África                |
| ------------------- | ------------------------------------------ | ----------------------------------------------- | --------- | --------------------- |
| Marruecos           |                                            |                                                 |           |                       |
| Tánger              | Aeropuerto de Tánger-Ibn Battuta           | Ryanair (Estacional) (inicia 1 de mayo de 2024) | B737      |                       |
| Europa              |                                            |                                                 |           |                       |
| Bélgica             |                                            |                                                 |           |                       |
| Charleroi           | Aeropuerto de Bruselas Sur                 | Ryanair                                         | B737      |                       |
| Irlanda             |                                            |                                                 |           |                       |
| Cork                | Aeropuerto de Cork                         | Ryanair (Estacional)                            | B737      |                       |
| Dublín              | Aeropuerto de Dublín                       | Ryanair (Estacional)                            | B737      |                       |
| Italia              |                                            |                                                 |           |                       |
| Cagliari            | Aeropuerto de Cagliari-Elmas               | Ryanair (Estacional)                            | B737      |                       |
| Portugal            |                                            |                                                 |           |                       |
| Oporto              | Aeropuerto de Oporto-Francisco Sá Carneiro | Ryanair (Estacional)                            | B737      |                       |
| Reino Unido         |                                            |                                                 |           |                       |
| Bournemouth         | Aeropuerto Internacional de Bournemouth    | Ryanair (Estacional)                            | B737      |                       |
| East Midlands       | Aeropuerto de East Midlands                | Ryanair (Estacional)                            | B737      |                       |
| Londres             | Aeropuerto de Londres-Stansted             | Ryanair                                         | B737      |                       |
| Mánchester          | Aeropuerto de Mánchester                   | Ryanair                                         | B737      |                       |

## Estadísticas
Ver fuente y consulta Wikidata.

## Transporte
Hay un autobús lanzadera desde el centro de Carcassona y la Estación de Carcasona, el cual funciona según demanda.